# Dynomiella australica
Dynomiella australica är en tvåvingeart som beskrevs av Wayne N. Mathis 1996. Dynomiella australica ingår i släktet Dynomiella och familjen Canacidae. Inga underarter finns listade i Catalogue of Life.